# Caerellius Priscus
Caerellius Priscus  (praenomen unbekannt) war ein hochgestellter römischer Beamter und Militärführer des 2. Jahrhunderts n. Chr.

## Leben
Caerellius Priscus diente unter Kaiser Mark Aurel in den Provinzen Thrakien, Moesia, Raetia und Germania superior. Vermutlich zwischen 177 und 182 amtierte er als Legat in Britannien. 
Vor dem Hintergrund der militärischen Bedrohung durch aufständische kaledonische Stämme rebellierten zu Beginn der Alleinherrschaft des Kaisers Commodus die römischen Truppen in Britannien. Der Prätorianerpräfekt Tigidius Perennis entsandte um 182 Ulpius Marcellus als neuen Statthalter, der mit Strafexpeditionen gegen die Aufständischen im Gebiet nördlich des Hadrianswalls vorging. Aus unklaren Motiven riefen dann aber meuternde Soldaten einen Legaten Priscus, bei dem es sich um Caerellius Priscus gehandelt haben könnte, zum Imperator aus. Zwar lehnte der Prätendent die Kaiserwürde ab, doch nahm Perennis den Usurpationsversuch zum Anlass, die senatorischen Legaten ihrer Ämter zu entheben und sie durch ritterliche Präfekten zu ersetzen. Nach dem Sturz des Perennis (185) wurde der spätere Kaiser Pertinax mit der endgültigen Niederschlagung der Unruhen in Britannien beauftragt. 
Das weitere Schicksal des Caerellius Priscus ist unbekannt. Er hatte eine Frau Modestiana, eine Tochter Germanilla und einen Sohn Marcianus, die auf einem in Mainz entdeckten Altar genannt werden. Marcianus wird identifiziert mit einem C(a)erellius Macrinus, der 197 auf Befehl des Kaisers Septimius Severus hingerichtet wurde, vermutlich weil er dessen Rivalen Clodius Albinus unterstützt hatte.